# 我为什么不是基督徒
《我为什么不是基督徒》是英国哲学家，诺贝尔文学奖获得者伯特兰·罗素发表的一篇解释自己为什么不是基督徒的论文。罗素于1927年3月6日以此为题在伦敦发表演讲，并将它和其他论文一起发表于《我为什么不是基督徒》(ISBN 0671203231)一书中。

## 观点
罗素首先论述什么是基督敎徒，然后论证上帝是否存在，对支持上帝存在的论点，包括最初起因论、自然法则论（牛顿提出）、目的论、神明道德论等，一一阐述并认为它们不能从逻辑上予以证明。罗素主张人们真正信仰上帝的原因并非由于理智的论点，而是从儿童时代起就受到的熏陶。
罗素还探讨了基督的道德品质。由于基督相信地狱，罗素认为基督不是一个真正慈悲的人。罗素认为历史上确有耶稣其人是值得怀疑的。罗素认为基督教作为一个有组织的教会，从古到今一直是世界道德进步的主要敌人。
罗素最后指出宗教是建立恐惧之上的，并呼吁人类要独立思考，勇敢的面对世界的一切，用知识、善良、勇气建设一个美好的世界。
在1957年出版的同名书中，罗素也对于不存在上帝的人生和宇宙发表了感慨，显示出他晚年对人生的悲观看法，與他早年帶有樂觀色彩的進步主義思想形成鮮明對比：

如此看来，科学更使我们相信世界漫无目的，毫无意义。置身于这样的世界，从今往后，我们的理想必须寻到安身之处，如果还能寻得到的话。人是原因的产物，不晓得末后的结局；人的出生、成长、希望与惧怕，爱与信念，只不过是原子的偶然排列组合；激情、英雄气概、深邃的思想与强烈的感受都不能留住生命使之逃离死亡；世世代代的劳苦，所有的热情，所有的灵感，所有辉煌的才华注定要在太阳系茫茫的死亡中消逝，人类成就的殿堂终归要埋在宇宙废墟的瓦砾中。所有这一切，即便不是无可非议，也是真实确凿，任何哲学都无法否认。